# Owlāghān
Owlāghān (persiska: ولاغان, اولاغان, Ūlāghān) är en ort i Iran.   Den ligger i provinsen Ardabil, i den nordvästra delen av landet, 400 km nordväst om huvudstaden Teheran. Owlāghān ligger 1 312 meter över havet och antalet invånare är 114.
Terrängen runt Owlāghān är platt. Runt Owlāghān är det ganska tätbefolkat, med 139 invånare per kvadratkilometer. Närmaste större samhälle är Ardabil, 18,0 km väster om Owlāghān. Trakten runt Owlāghān består till största delen av jordbruksmark.